# فهرست شهر، شهرک‌ها و روستاهای بوتان
این نوشتار فهرستی از شهر، شهرک‌ها و روستاهای بوتان (کشور) را در بر دارد.

## فهرست
- اما، بهتان
- باچاپ
- بالفای
- Bali
- Barshong
- Beteni
- Bhangbarai
- بورگاون
- Bioka
- بیتانا
- باندی
- جکار
- Buri Chu
- Byakar Dzong
- بوآرادینگا
- چالایکا
- Chamarchi
- Changra
- چمائیتو
- Chendebi
- چانگچوخا دزونگ
- Chilo
- Chungkar
- چویول
- داگا، بوتان
- Dam
- دامفو، تسیرانگ
- دافو
- Denchukha
- Dhaje
- دهور
- Diptsang
- سگسار
- Domka
- دانکار
- دورینگ
- Doronagaon
- دوتانانگ
- درامیتسه
- Duna Dzong
- Dzongsa Dzong
- گاله‌چوگان
- Gasila
- Ghunkarah
- جیالا
- Gnimthenla
- گومتو
- Gongchuandgaon
- گیتسا
- ها، بوتان
- هاراچو
- Hatisar
- هلاری
- جیگمه پالدن دورجی
- Kagha
- Kamganka
- کانگپار
- کچونگکا
- Kencho
- کنگخار
- Khar
- خیتوخا
- کیسونا
- کونگ‌تار
- Lamedada
- Lamti
- Lao
- لهدانگ
- لونتشی
- لوبنیگ
- Louri
- دانگچو
- مانیکیانگسا
- مائوگاآن
- Mochhu
- Momai Thang
- مونگر
- مونکا
- Nab Chöte
- Naitola
- نکت‌سانگ
- Namtir
- ناسپه
- نگالانگ‌کانگ
- Niche Kalikhola
- نیمگونگ
- نینگسنگ لا
- Oola (formerly Alla|]]
- پاچو
- پاجو
- پارو، بوتان
- فرودگاه پارو
- Paten
- فیسوگائون
- پونت‌شولینگ
- Pieksao
- پیمی
- پینسوپری
- پوناخا
- Rading
- Raga
- Rapley
- Rife
- ریتانگ
- رانگ‌زونگ
- Saidu
- ساکتنگ
- Samdrup Choling
- (بوتان)
- Sana
- سامتسه
- سنگکری
- Sarpang
- ساسوکا
- ساسی
- Sawang
- Sawaphu
- سنگور
- Shabling
- شالی
- ژمگانگ
- شاپنگ
- شریطنگ
- شینگبه
- شینگ‌کاراپ
- Shinka
- Shiuji
- شودوگ
- شونگار دزانگ
- شوری
- سینگی دزونگ
- سوچا
- صوفعلی
- Sunphan
- Tala
- تمجی
- Tangsebi
- تاریپه
- Tashichho Dzong
- Tashtanje
- Tendu
- ثبانگ
- تیمفو
- Thode
- تریمشینگ
- ثوم‌گاآن
- Thunkar
- Tima
- توبرنگ
- تونگلا کنگا
- Tormoshangsa
- Tosumani
- تراشیگانگ
- تراشیانگتسه
- Trongsa Dzong
- Tsangka
- Tshalunang
- Tse Kang
- Tungka La
- اورا
- Usak
- Wangchukling
- ونگدو فودرانگ
- یالانگ
- یوواک
- ژمگانگ